# 2006-07 アトレティコ・マドリード
2006-07 アトレティコ・マドリードでは、2006年-2007年シーズンのアトレティコ・マドリードについて記述する。

## 概要
欧州カップ戦出場を望んでシーズン開幕前、昨シーズンにCAオサスナをUEFAチャンピオンズリーグ圏内の4位に導いたハビエル・アギーレを新監督に迎え、経験豊富なミスタや18歳のセルヒオ・アグエロ、ポルトガル代表でレギュラーを務めていたマニシェら総額3,300万ユーロの計9人もの新加入選手を加える大型補強を行なった。パブロ・イバニェスとルイス・ペレアらを筆頭にDF陣は奮闘し、リーグ4位となる39失点に抑えたものの、10月に両サイドの主力であったマキシ・ゴメスとマルティン・ペトロフが揃って離脱してから攻撃が振るわなくなり、格下相手から勝利を奪えない試合が増加した。また、リーグ第35節のホームで行われたFCバルセロナ戦では0-6と大敗している。最終的にチャンピオンズリーグはおろかUEFAカップ出場権からも脱落するリーグ7位でシーズンを終えた。

## 登録メンバー
注：選手の国籍表記はFIFAの定めた代表資格ルールに基づく。
| No. | Pos. |              | 選手名                       |
| --- | ---- | ------------ | ---------------------------- |
| 1   | GK   | スペイン     | イバン・クエジャル           |
| 2   | DF   | ギリシャ     | ゲオルギオス・セイタリディス |
| 3   | DF   | スペイン     | アントニオ・ロペス           |
| 4   | DF   | アルゼンチン | マリアーノ・ペルニア         |
| 5   | MF   | フランス     | ペテル・リュクサン           |
| 6   | MF   | ポルトガル   | コスチーニャ                 |
| 7   | FW   | アルゼンチン | ルシアーノ・ガジェッティ     |
| 8   | MF   | スペイン     | ガビ                         |
| 9   | FW   | スペイン     | フェルナンド・トーレス       |
| 10  | FW   | アルゼンチン | セルヒオ・アグエロ           |
| 11  | MF   | アルゼンチン | マキシ・ロドリゲス           |

| No. | Pos. |              | 選手名                 |
| --- | ---- | ------------ | ---------------------- |
| 12  | DF   | ブラジル     | ファビアーノ・エレル   |
| 13  | GK   | スペイン     | イスマエル・ファルコン |
| 14  | DF   | ポルトガル   | ゼ・カストロ           |
| 15  | MF   | スペイン     | ホセ・マヌエル・フラド |
| 17  | FW   | ブルガリア   | マルティン・ペトロフ   |
| 18  | DF   | スペイン     | フアン・バレーラ       |
| 20  | MF   | ポルトガル   | マニシェ               |
| 21  | DF   | コロンビア   | ルイス・ペレア         |
| 22  | DF   | スペイン     | パブロ・イバニェス     |
| 23  | FW   | スペイン     | ミスタ                 |
| 25  | GK   | アルゼンチン | レオ・フランコ         |

### リザーブチーム
注：選手の国籍表記はFIFAの定めた代表資格ルールに基づく。
| No. | Pos. |          | 選手名                 |
| --- | ---- | -------- | ---------------------- |
| 27  | MF   | スペイン | ハコボ・インクラン     |
| 28  | MF   | スペイン | フェルナンド・マルケス |
| 35  | FW   | スペイン | ルフィーノ・セゴビア   |
| 45  | MF   | スペイン | ビクトル・ブラボ       |
| 46  | MF   | スペイン | ポロ                   |

## 試合結果
- BDFutbolによる試合結果 （英語）